# 和美峠

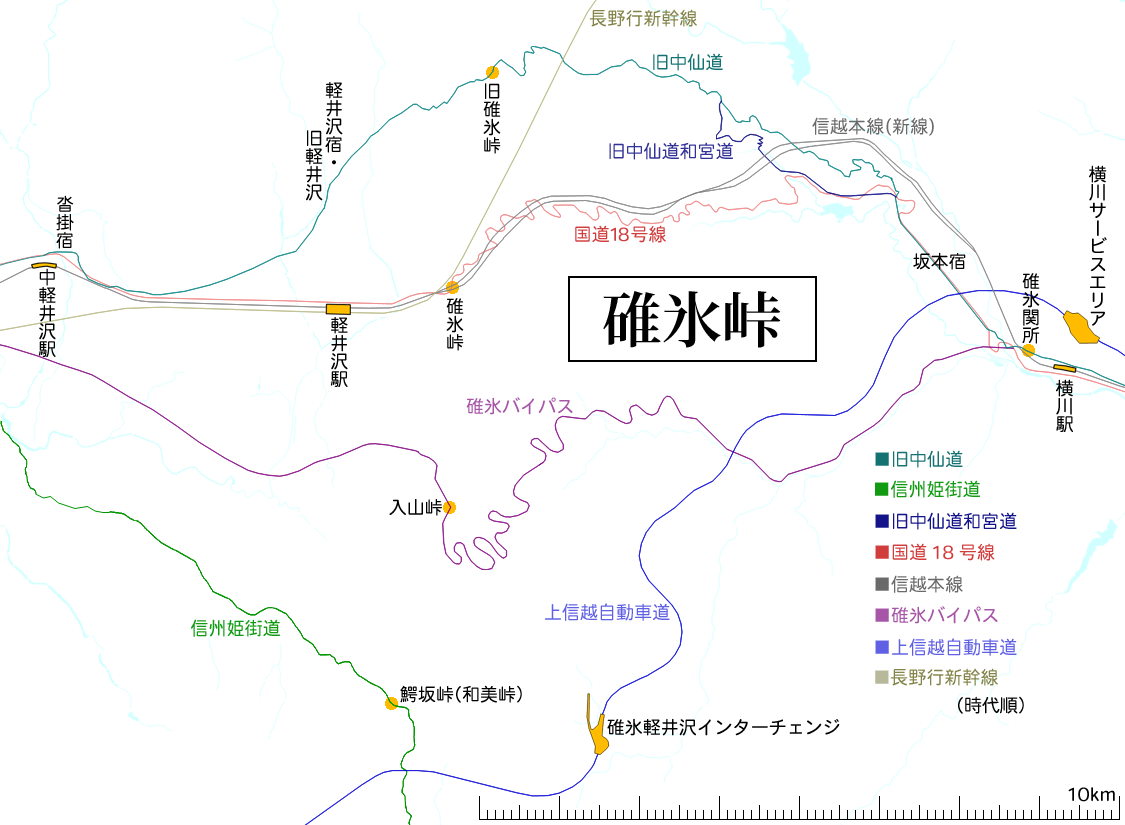
付近の街道と峠の関係

和美峠（わみとうげ）は、長野県と群馬県の県境に位置する峠。標高は984メートル。輪美峠とも書かれた。
長野県の軽井沢側からはほとんど平坦で、群馬側も付近の入山峠や碓氷峠に比べて傾斜が緩やかである。このため江戸時代には物流に利用された。

## 歴史
初鳥屋から西野牧（現・下仁田町）の渓谷を経て本宿（現・下仁田町）に出て富岡道（現・国道254号）と合流する道があり、この経路を下仁田から富岡・藤岡を経て武蔵国の鎌倉街道に繋がる中世の道とする説もある。
近世には中山道の脇往還にあたる下仁田道（信州姫往還）が通り、商品流通や中馬道に利用された。信濃国からは米穀が、上野国からは塩、茶や日用雑貨が主に運ばれていた。借宿から峠の間には道標を兼ねた馬頭尊などの石造物が点々と残る。当時、軽井沢三宿（軽井沢・沓掛・追分宿）にとってこの道が中馬に利用されることは不利益にあたったため、借宿に間道通行禁止の立札を立てたり間道を通る粗朶薪の不買をしたりしたが、効果は低かった。
しかし、享保7年（1722年）1月の大雪を契機に岩村田宿（現・佐久市）から香坂を経て矢川峠を越える日影新道が認められ、また内山村（現・佐久市）から内山峠を経て市野萱に通じる内山通ができると、商品流通はそちらに移行していった。文化11年5月8日（1814年6月25日）には幕府測量方の伊能忠敬が追分宿から和美峠と初鳥屋宿を通って脇往還の測量を行なった。また明治3年（1870年）には英国人・アダムスらが信州の養蚕視察のためこの峠を通っている。